# Erik Larsen
Erik Larsen (Minneapolis, 8 december 1962) is een Amerikaans comictekenaar. Hij was in 1992 een van de oprichters van Image Comics, waarbinnen hij uitgeverij Highbrow Entertainment begon. Tussen 2004 en 2008 was Larsen algeheel directeur van Image.
Na werk voor kleine uitgeverijen en aan onder meer Teen Titans en Adventures of Superman voor DC Comics, vestigde Larsen zijn naam in de comicwereld bij Marvel Comics. Daarvoor tekende hij onder meer The Amazing Spider-Man, Spider-Man en Punisher.

## Image Comics
Larsen raakte bij DC en Marvel op den duur ontevreden over het feit dat alles wat hij bedacht automatisch eigendom werd van de uitgeverij. Daarom begon hij in 1992 samen met Todd McFarlane, Jim Lee, Jim Valentino, Rob Liefeld en Marc Silvestri de uitgeverij Image Comics, waarbinnen de creatieve ideeën eigendom waren van de bedenker daarvan.

### Savage Dragon
Larsen eigen tak binnen de uitgeverij noemde hij Highbrow Entertainment. Anders dan de overige Image-oprichters toonde hij nooit uitbreidingsplannen. Image was voor Larsen een schepping gericht op het uitgeven van zijn geesteskind Savage Dragon, een titel die hij tekent en schrijft. Hij begon in 1993 met de serie en was in mei 2019 inmiddels toe aan nummer #244. Larsen bracht met Highbrow wel enkele andere titels uit, zoals Freak Force, Vanguard, The Deadly Duo en Superpatriot, maar de verhalen hierin spelen zich altijd af binnen dezelfde wereld als die van de Savage Dragon. Larsen hield bovendien bij allen een stevige creatieve vinger in de pap.
- Bibliothèque nationale de France: cb13197741t (data)
- International Standard Name Identifier: 0000 0000 7248 9133
- Library of Congress Control Number: no2003125864
- Nationale Bibliotheek van Tsjechië: xx0244858
- Nationale Bibliotheek van Israël: 987007321382305171
- Istituto Centrale per il Catalogo Unico: RAVV025424
- Système universitaire de documentation: 079487629
- Virtual International Authority File: 88068609
- WorldCat: E39PBJqbrWtB7XXVybhJc9FxjC

1. ↑  http://www.comicvine.com/erik-larsen/4040-4801/.
2. ↑  http://www.savagedragon.com/about/erik-larsen/; geraadpleegd op: 10 maart 2021.